# Space Age 4 Eva
Space Age 4 Eva – piąty studyjny album duetu 8Ball & MJG. Został wydany 21 listopada 2000 roku.

## Lista utworów
1. "Intro"
2. "I Know U"
3. "Thingz" (featuring Tiny z Xscape & Jazze Pha)
4. "Collard Greens"
5. "Pimp Shit" (featuring Thorough z South Circle)
6. "Buck Bounce" (featuring DJ Quik)
7. "Space Age 4 Eva" (featuring Peachee P)
8. "Pimp Hard"
9. "Boom Boom" (featuring Swizz Beatz)
10. "Alwayz"
11. "At Tha Club"
12. "Jankie" (featuring DJ Quik)
13. "It's All Real" (featuring Billy Cook)
14. "Thank God"